# Турбаза «Волчья»
«Турбаза „Волчья“» (чеш. Vlčí bouda) — детский научно-фантастический триллер, снятый в 1985 году в Чехословакии Верой Хитиловой. Спецэффекты к фильму создал известный чешский мультипликатор Иржи Барта.

## Сюжет
На зимних каникулах одиннадцать отобранных из разных школ старшеклассников приезжают на турбазу «Волчья» в горах. Официально у них должны проходить тренировки по горным лыжам, однако тренер сообщает, что они также будут участвовать в важном эксперименте. Помимо ребят и пожилого тренера, называющего себя Папой, на базе есть только два ассистента Папы — Динго и Бабета.
Ребята рассчитывают повеселиться, однако вскоре начинаются странности. Тренер объявляет, что детей должно быть только десять, а значит кто-то из одиннадцати присутствующих незаконно проник на турбазу. Однако у всех имеются приглашения. Потом оказывается, что еды осталось совсем немного, и доставлять её в лагерь никто не собирается (дорогу на базу завалило сошедшей лавиной, а ребята поднимались партиями на подъёмнике). Ребята постепенно замечают за наставниками необъяснимые странности в поведении: например, Динго и Бабета время от времени, как безумные, купаются в снегу. Руководители, в свою очередь, проводят планомерное стравливание детей друг с другом, из-за чего в коллективе постоянно возникают ссоры вплоть до того, что разлад в отношениях наступает даже у двух близняшек.
В какой-то момент тренеры признаются в том, что они не люди, а являются бессмертными инопланетянами, прибывшими со стратегической целью захватить Землю — именно из-за их бессмертия их родина в итоге оказалась под угрозой уничтожения из-за гигантской перенаселённости. Тактическая же цель — чтобы из одиннадцати ребят в живых осталось только десять, причём приговорить к смерти одного из них должны сами ребята (пожертвовать собой при этом не разрешается). Приняв сначала это сообщение за шутку, ребята чем дальше, тем больше убеждаются, что всё это весьма похоже на правду. Отчаянные попытки сбежать с турбазы оканчиваются неудачно.
Когда инопланетяне уже готовы уничтожить всех, ребята, устроив пожар на турбазе (пришельцы оказываются холоднокровными и низкая температура им нужна для регенерации) и похитив у пришельцев ключ для включения подъёмника, добираются до него. В конце концов школьников спасает взаимовыручка: сбросив с себя всю верхнюю одежду и оставив лишние вещи, чтобы подъёмник смог выдержать всех, они спускаются вниз.

## В ролях
- Мирослав Махачек — «Папа»
- Томаш Палатый — Динго
- Штепанка Червенкова — Бабета

- Ян Бидлас — Ян
- Рита Дудусова — Гитка
- Ирена Мрожкова — Линда
- Гана Мрожкова — Ленка
- Норберт Пыха — Марципан
- Симона Рацкова — Габа
- Роман Фишер — Йожка
- Франтишек Станек — Пётр
- Радка Славикова — Эмилька
- Йитка Зеленова — Броня
- Петр Горачек — Алан
- Нина Дивишкова — Мать Яна
- Ян Качер — Отец Яна
- Иржи Крамполь — Отец Алана
- Антонин Враблик — техник

## Награды
В 1987 году фильм был номинирован на «Золотого медведя» за лучший фильм на Берлинском кинофестивале